# Stephanie Catani
Stephanie Catani (* 1975) ist eine deutsche Literaturwissenschaftlerin.

## Leben
Stephanie Catani besuchte die B.M.V.-Schule in Essen. Danach studierte sie neuere deutsche Literaturwissenschaft, Italianistik und Hispanistik an den Universitäten Bochum und Sevilla (1999 B.A.-Abschluss / 2001 Magisterabschluss). Von 1999 bis 2005 war sie neben der akademischen Tätigkeit Redakteurin, Lektorin und Gutachterin für pädagogische Sachbuch- und Belletristikverlage. Nach der Promotion (2001–2004) an der Julius-Maximilians-Universität Würzburg als Stipendiatin der Landesgraduiertenförderung NRW und der Friedrich-Ebert-Stiftung war sie von 2005 bis 2017 wissenschaftliche Mitarbeiterin am Lehrstuhl für Neuere deutsche Literaturwissenschaft der Universität Bamberg. Nach dem Abschluss des Habilitationsverfahrens 2014 mit der Studie Geschichte im Text – Geschichtsbegriff und Historisierungsverfahren in der deutschsprachigen Gegenwartsliteratur, Erteilung der Lehrbefugnis für das Fachgebiet „Neuere deutsche Literaturwissenschaft“ und Verleihung des Habilitationspreises der Universität Bamberg lehrte sie 2017 als Gastprofessorin für Neuere deutsche Literaturwissenschaft an der Universität Augsburg. Im August 2017 erhielt sie einen Ruf auf den Lehrstuhl für Neuere deutsche Literaturwissenschaft und Medienwissenschaft der Universität des Saarlandes, den sie von 2018 bis 2021 leitete. Catani nahm zum 1. September 2021 einen Ruf an die Universität Würzburg an und hat dort den Lehrstuhl für Neuere deutsche Literaturgeschichte inne. Seit 2018 ist sie Mitglied des DFG-Graduiertenkollegs (GRK 2021) „Europäische Traumkulturen“ der Universität des Saarlandes.

## Forschungsschwerpunkte
- Kreative künstliche Intelligenz: Kunst, Medien und Kreativität im Zeichen künstlicher Intelligenz
- Kulturwissenschaftliche Ansätze: Gender, Diversität, Transkulturalität
- Intermedialität: Literatur und Film, Literatur und Fotografie, Literatur und (digitale) Medien,
- Interdisziplinarität: Geschichte und Literatur, Medizinisches Wissen und Literatur, Literatur und Psychotraumatologie
- Literatur der Gegenwart und Literatur des frühen 19. Jahrhunderts (Hoffmann, Kleist) und der Moderne (Schnitzler, Hofmannsthal, Kafka, Döblin u. a.)

## Schriften (Auswahl)
- mit J. Pfeiffer (Hg.): Handbuch Künstliche Intelligenz und die Künste. De Gruyter: Berlin 2023, ISBN 978-3-11-065560-5.
- mit C. Kleinschmidt (Hg.): Popliteratur 3.0. Soziale Medien und Gegenwartsliteratur. (= Gegenwartsliteratur. Autoren und Debatten). De Gruyter: Berlin 2023, ISBN 978-3-11-079539-4.
- mit J. Birgfeld & A. Conrad (Hg.): Aufklärungen. Strategien und Kontroversen vom 17. bis 21. Jahrhundert. Heidelberg 2022, ISBN 978-3-8253-7244-6.
- mit J. Pfeiffer (Hg.): Künstliche Welten zwischen Multisensorik und Multimedialität. Berlin 2021, ISBN 978-3-11-069300-3.
- mit S. Mehrbrey (Hg.): Träumen mit allen Sinnen. Sinnliche Wahrnehmung in ästhetischen Traumdarstellungen. Paderborn 2021, ISBN 978-3-7705-6592-4.
- mit F. Marx (Hg.): Auszeit. Ausstieg auf Zeit in Literatur und Film. Baden-Baden 2021, ISBN 978-3-95650-876-9.
- (Hg.): Roberto Bolaño. Autor und Werk im deutschsprachigen Kontext. Bielefeld 2020, ISBN 978-3-8376-5127-0.
- mit S. Waldow (Hg.): Non-Person. Grenzen des Humanen in Literatur, Kultur und Medien. Paderborn 2020, ISBN 978-3-7705-6442-2.
- mit J. Schöll (Hg.): Sibylle Berg. Heft 225, Edition Text und Kritik, München 2020, ISBN 978-3-96707-064-4.
- Geschichte im Text. Geschichtsbegriff und Historisierungsverfahren in der deutschsprachigen Gegenwartsliteratur. Tübingen 2016, ISBN 3-7720-8568-7.
- mit A. Bartl (Hg.): Bastard. Figurationen des Hybriden zwischen Ausgrenzung und Entgrenzung. Würzburg 2010, ISBN 978-3-8260-4173-0.
- mit F. Marx (Hg.): Familien – Geschlechter – Macht. Beziehungen im Werk Ulrike Draesners. Göttingen 2008, ISBN 978-3-8353-0342-3.
- Das fiktive Geschlecht. Weiblichkeit in anthropologischen Entwürfen und literarischen Texten zwischen 1885 und 1925. Würzburg 2005, ISBN 3-8260-3099-0.